# Florence Kasumba
Florence Kasumba (sinh ngày 26/10/1976) là nữ diễn viên gốc Uganda. Cô được biết đến qua vai Ayo trong Captain America: Civil War, Black Panther và Avengers: Infinity War.